# Mahutia
Mahutia là một chi bọ cánh cứng trong họ Chrysomelidae.
Chi này được miêu tả khoa học năm 1917 bởi Laboissiere.

## Các loài
Các loài trong chi này gồm:
- Mahutia alluaudi Laboissiere, 1917
- Mahutia jeanneli Laboissiere, 1917
- Mahutia leopoldi Laboissiere, 1929
- Mahutia rougemonti Silfverberg, 1980